# روزنگارتن (بادن-وورتمبرگ)
روزنگارتن (به آلمانی: Rosengarten) یک شهر در آلمان است که در Schwäbisch Hall واقع شده‌است.